# سميحة نايلى
سميحة نايلى لاعبة تنس طاولة مصرية دولية سابقة.
فازت ببرونزية مزدوجة في بطولة العالم تنس الطاولة 1939 في فئتي الفردي، والزوجي للسيدات.

## المسيرة
حصلت سميحة نايلى في عام 1939 على برونزية في الزوجى مع لاعبة تشيكية.